# Côte d'Ivoire aux Championnats du monde de natation 2011
 (avril 2025).
La Côte d'Ivoire a participé aux Championnats du monde de natation 2011 à Shanghai, en Chine, du 16 au 31 juillet 2011.

## Natation
La Côte d'Ivoire a qualifié 3 nageurs.

### Hommes
| Athlète              | Événement               | Manches | Manches | Demi-finales   | Demi-finales   | Final          | Final          |
| Athlète              | Événement               | Temps   | Rang    | Temps          | Rang           | Temps          | Rang           |
| -------------------- | ----------------------- | ------- | ------- | -------------- | -------------- | -------------- | -------------- |
| Brou Kouassi Olivier | 50 m nage libre hommes  | 25,81   | 71      | n'a pas avancé | n'a pas avancé | n'a pas avancé | n'a pas avancé |
| Atta Tano Claver     | 100 m nage libre hommes | 59,70   | 87      | n'a pas avancé | n'a pas avancé | n'a pas avancé | n'a pas avancé |

### Femmes
| Athlète      | Événement              | Manches | Manches | Demi-finales   | Demi-finales   | Final          | Final          |
| Athlète      | Événement              | Temps   | Rang    | Temps          | Rang           | Temps          | Rang           |
| ------------ | ---------------------- | ------- | ------- | -------------- | -------------- | -------------- | -------------- |
| Touré Assita | 50 m nage libre femmes | 34,45   | 77      | n'a pas avancé | n'a pas avancé | n'a pas avancé | n'a pas avancé |